# Margarida Tudor
Margarita Tudor (Palau de Westminster, Londres, 28 de novembre de 1489 - Castell de Methven, Perthshire, 18 d'octubre de 1541) va ser la més gran de les dues filles supervivents del rei Enric VII d'Anglaterra i d'Isabel de York, i la germana gran d'Enric VIII. Es va casar amb Jacob IV d'Escòcia i dues vegades més.

## Primers anys
Nascuda el 28 de novembre de 1489, la van batejar dos dies més tarde el 30 a l'Església de Santa Margarida de Westminster, compartint nom amb l'única santa reial d'Escòcia.

## Matrimonis
En total, Margarida es va casar tres vegades. La primera va ser el 8 d'agost de 1503, als 13 anys. Va contreure matrimoni a l'abadia de Holyrood, a Edimburg, amb el rei Jacob IV d'Escòcia, en un intent del rei anglès d'allunyar Escòcia de la influència francesa. D'aquesta manera, va passar a ser la mare de Jacob V i àvia de Maria Estuard. A més, va passar a ser igualment l'àvia del consort de Maria, Lord Darnley, mitjançant el seu segon matrimoni. El més important de tot és que el matrimoni de Margarida amb Jacob va portar directament la Unió de les Corones.

### Descendència
Del matrimoni amb Jacob IV d'Escòcia van néixer 6 fills:
- Jacob (n. Palau de Holyrood, 21.2.1507 - m. Castell de Stirling, 27.2.1508), duc de Rothesay.

- Una filla (n. i m. Palau de Holyrood, 15.7.1508).

- Artur (n. palau de Holyrood, 20.10.1509 - m. castell d'Edimburg, 14.7.1510), duc de Rothesay.

- Jacob (n. Palau de Linlithgow, 10.4.1512 - m. Palau de Falkland, Fife, 14 de desembre de 1542), serà Jacob V, rei d'Escòcia en succeir al seu pare.

- Una filla (n. i m. prematura, Palau de Holyrood, XI.1512).

- Alexandre (n. pòstum, Castell de Stirling, 30 d'abril de 1514 - m. Castell de Stirling, 18 de desembre de 1515), duc de Ross.

Mort el seu espòs a la batalla de Flodden Field, el Northumberland (9 de setembre de 1513), Margarida va assumir la regència del regne per la minoria d'edat del seu fill Jacob V.
L'any següent, el 6 d'agost de 1514, es va casar a l'església de Kinnoull amb Archibald Douglas, VI comte d'Angus. D'aquest matrimoni neix una filla:
- Margarida Douglas (n. Castell de Harbottle, Northumberland 8 d'octubre de 1515 - m. Hackney, Londres, 9 de març de 1578), casada amb Mateu Estuard, 4t comte de Lennox; d'aquest matrimoni va néixer Enric Estuard, Lord Darnley, segon espòs de la reina Maria Estuard.

Aquest nou enllaç va provocar que fos desposseïda de la regència en favor de Joan Estuard, 2n duc d'Albany, el qual poc després va obtenir la custòdia del nen-rei. Margarida va fugir a Anglaterra i s'hi va quedar fins al 1517, quan va aconseguir retornar a Escòcia aprofitant l'absència d'Albany.
No obstant això, el seu matrimoni amb Angus estava deteriorant-se, més encara quan aquest va aconseguir apoderar-se de la custòdia del rei i assegurar-se d'aquesta manera la regència del regne des del 1524 fins que Jacob V va poder fugir, el 1528.
Mentrestant, Margarida es va divorciar d'Angus el 1527 i es va casar per tercera vegada, el 3 de març de 1528, amb Enric Estuard, que seria I Lord Methven. D'aquest matrimoni va néixer una filla:
- Dorotea Estuard (n. ca.1529 - m. jove).

Després d'escapar-se, el jove rei Jacob V es va reunir amb la seva mare i Lord Methven, que van ser els seus principals consellers per un temps. La relació de Margarida amb el seu fill va acabar sent molt distant, tanmateix, quan ell va rebutjar les temptatives de la mare d'arreglar una reunió entre ell i el seu germà, el rei Enric VIII d'Anglaterra acusant-la de traïció. A més, la seva negativa a divorciar-se de Lord Methven va causar encara més mal a la seva ja fracturada relació.

## Defunció
Va morir al castell de Methven, a Perthshire, el 18 d'octubre de 1541, als 51 anys, i va ser sepultada a l'abadia cartoixa de Sant Joan de Perth (Escòcia).